# 38-Meter-Klasse
Die 38-Meter-Klasse ist eine Klasse von Zollkreuzern, von der in den 1980er-Jahren vier Boote für die deutsche Zollverwaltung gebaut wurden. Die Boote wurden 1994 dem Verbund der Küstenwache des Bundes zugeordnet. Aktuell sind noch zwei Boote in Dienst, zwei wurden nach Indienststellung der Zollschiffe Helgoland und Borkum im Jahr 2009 außer Dienst gestellt.

## Einsatz
Die Boote wurden und werden von der Kontrolleinheit See der Bundeszollverwaltung (ehemals Wasserzoll) in der Nord- und Ostsee für zoll- und steuerrechtliche Aufgaben eingesetzt. Sie stehen seit 1994 dem Verbund der Küstenwache des Bundes zur Verfügung und werden auch im Bereich des Umwelt- und Fischereischutzes eingesetzt und übernehmen auch Seenotrettungsaufgaben.
Die beiden zuerst gebauten Einheiten des Typs, die Hamburg und die Bremerhaven, sind seit 2009 nicht mehr im Dienst der Bundeszollverwaltung und wurden ins Ausland verkauft. Die Schleswig-Holstein war bis 2010 in Brunsbüttel stationiert. Seit 2010 ist die Dienststelle das Hauptzollamt Kiel. Nach einer Modernisierung 2019 bei der Werft Abeking & Rasmussen in Lemwerder ist der Zollkreuzer wieder in Kiel stationiert. Dabei wurde auch das Farbschema von grün/weiß auf blau/grau geändert. Der Heimathafen der Emden ist auch nach der Modernisierung 2018 weiterhin Emden.
Die Schleswig-Holstein und die Emden zeigen die optisch einheitliche Gestaltung der Fahrzeuge der Küstenwache, den Schriftzug „Küstenwache“, die Schwarz-Rot-Gold-Kennzeichnung am Schiffsrumpf und das Wappen der Küstenwache.

## Technische Daten und Ausstattung
Die Schiffe werden von drei Deutz-MWM-Dieselmotoren mit je 1.320 kW Leistung angetrieben. Die Motoren wirken auf drei Propeller (mittig ein Verstellpropeller), ein Bugstrahlruder ist vorhanden. Die Schiffe erreichen in der aktuellen Konfiguration eine Geschwindigkeit von 29 kn.
Die technische Ausrüstung umfasst u. a. Kelvin-Hughes-Radaranlagen, elektronische Seekarten, GPS, See- und Zollfunk und Grenzwelle. Neben den persönlichen Dienstwaffen der Beamten kann bei Bedarf ein „Gewehr G8“ lafettiert zum Einsatz kommen.
An Bord der Schiffe wird ein Festrumpfschlauchboot (aktuell des Typs RIBSEA 850 DJ) als Bereitschaftsboot mitgeführt. Dieses kann über den bordeigenen Kran zu Wasser gelassen und wieder an Bord geholt werden.

## Die Schiffe der Bauserie
Insgesamt wurden vier Schiffe der Serie für die deutsche Zollverwaltung gebaut, von denen zwei nach einer Modernisierung ab 2018 noch in Dienst sind.
| Schiffsname        | Heimathafen | Baujahr | Bemerkungen                                                                                        |
| ------------------ | ----------- | ------- | -------------------------------------------------------------------------------------------------- |
| Hamburg            | Cuxhaven    | 1982    | gebaut bei der Fassmer-Werft in Berne-Motzen; seit 2009 nicht mehr im Dienst, ins Ausland verkauft |
| Bremerhaven        | Bremerhaven | 1985    | gebaut bei Fr. Schweers, Berne-Bardenfleth; seit 2009 nicht mehr im Dienst, ins Ausland verkauft   |
| Schleswig-Holstein | Kiel        | 1988    | gebaut bei Fr. Schweers, Berne-Bardenfleth, Refit 2019                                             |
| Emden              | Emden       | 1988    | gebaut bei Fr. Schweers, Berne-Bardenfleth, Refit 2018                                             |